# جان تشارلز أثاناس بلتيير
جان تشارلز أثاناس بلتيير (بالفرنسية: Jean Charles Athanase Peltier)‏ (و. 1785 – 1845 م) هو فيزيائي من فرنسا .
توفي في باريس ، عن عمر يناهز 60 عاماً.

## روابط خارجية
- جان تشارلز أثاناس بلتيير على موقع الموسوعة البريطانية (الإنجليزية)
- جان تشارلز أثاناس بلتيير على موقع إن إن دي بي (الإنجليزية)